# Bitwa pod Landeshut
Bitwa pod Landeshut (także bitwa pod Kamienną Górą, tzw. Pruskie Termopile) – starcie zbrojne, które miało miejsce 23 czerwca 1760 roku w czasie wojny siedmioletniej.
Pruskie siły generała Heinricha Augusta de la Motte Fouqué broniące Kamiennej Góry zostały pokonane przez armię austriacką generała Ernesta von Laudona. Fouqué wraz z 4000 żołnierzy dostał się do niewoli.